# فرودگاه ترکمن‌باشی
فرودگاه ترکمن‌باشی  (به انگلیسی: Turkmenbashi Airport) (به زبان بومی: Turkmenbashy International Airport) یک فرودگاه همگانی مسافربری با کد یاتا KRW است . این فرودگاه در  کشور ترکمنستان قرار دارد .